# Bilton (Harrogate)
Bilton – osada w Anglii, w hrabstwie North Yorkshire, w dystrykcie (unitary authority) North Yorkshire. Leży 31 km na zachód od miasta York i 294 km na północ od Londynu. Bilton jest wspomniana w Domesday Book (1086) jako Biletone/Billeton(e).